# Warrensburg (Illinois)
Warrensburg – wieś w Stanach Zjednoczonych, w stanie Illinois, w hrabstwie Macon.